# Wishing Well (Juice Wrld)
Wishing Well è un singolo del rapper statunitense Juice Wrld, pubblicato il 21 luglio 2020 come quinto estratto dal terzo album in studio Legends Never Die.

## Descrizione
Quattordicesima traccia dell'album, Wishing Well, che appartiene all'emo rap e al soft rock, è stato scritto dallo stesso interprete con Darrel Jackson e Łukasz Sebastian Gottwald, e prodotto da questi ultimi due, in arte rispettivamente Chopsquad DJ e Dr. Luke.

## Video musicale
Il video musicale, reso disponibile il 13 luglio 2020, è stato diretto dalla KDC Visions.

## Formazione
- Juice Wrld – voce
- Chopsquad DJ – produzione
- Dr. Luke – produzione
- Clint Gibbs – ingegneria del suono
- Kalani Thompson – ingegneria del suono
- Lloyd "2Fly" Mizell – ingegneria del suono
- Tyler Sheppard – ingegneria del suono
- Dale Becker – mastering
- Șerban Ghenea – missaggio

## Classifiche

### Classifiche settimanali
| Classifica (2020) | Posizione massima |
| ----------------- | ----------------- |
| Australia         | 14                |
| Austria           | 36                |
| Belgio (Fiandre)  | 52                |
| Canada            | 8                 |
| Danimarca         | 32                |
| Estonia           | 17                |
| Germania          | 88                |
| Grecia            | 30                |
| Irlanda           | 9                 |
| Islanda           | 32                |
| Lituania          | 21                |
| Norvegia          | 23                |
| Nuova Zelanda     | 13                |
| Paesi Bassi       | 41                |
| Portogallo        | 57                |
| Regno Unito       | 15                |
| Repubblica Ceca   | 27                |
| Slovacchia        | 47                |
| Stati Uniti       | 5                 |
| Svezia            | 27                |
| Svizzera          | 63                |
| Ungheria          | 24                |

### Classifiche di fine anno
| Classifica (2020) | Posizione |
| ----------------- | --------- |
| Canada            | 87        |
| Stati Uniti       | 92        |